# Manchester United FC in het seizoen 2017/18
Dit artikel beschrijft de prestaties van de Engelse voetbalclub Manchester United FC in het seizoen 2017–2018.

## Spelerskern
| Nr.           | Naam                | Nationaliteit | Geboortedatum | Vorige club       |
| ------------- | ------------------- | ------------- | ------------- | ----------------- |
| Keepers       |                     |               |               |                   |
| 1             | David de Gea        | Spanje        | 07-11-1990    | Atlético Madrid   |
| 20            | Sergio Romero       | Argentinië    | 22-02-1987    | Sampdoria         |
| 40            | Joel Castro Pereira | Portugal      | 28-06-1996    | Belenenses        |
| Verdedigers   |                     |               |               |                   |
| 2             | Victor Lindelöf     | Zweden        | 17-07-1994    | Benfica           |
| 3             | Eric Bailly         | Ivoorkust     | 12-04-1994    | Villarreal        |
| 4             | Phil Jones          | Engeland      | 21-02-1992    | Blackburn Rovers  |
| 5             | Marcos Rojo         | Argentinië    | 20-03-1990    | Sporting Lissabon |
| 12            | Chris Smalling      | Engeland      | 22-11-1989    | Fulham            |
| 17            | Daley Blind         | Nederland     | 09-03-1990    | Ajax              |
| 23            | Luke Shaw           | Engeland      | 12-07-1995    | Southampton       |
| 25            | Antonio Valencia    | Ecuador       | 04-08-1985    | Wigan Athletic    |
| 36            | Matteo Darmian      | Italië        | 02-12-1989    | Torino            |
| 38            | Axel Tuanzebe       | Engeland      | 14-11-1997    | /                 |
| Middenvelders |                     |               |               |                   |
| 6             | Paul Pogba          | Frankrijk     | 15-03-1993    | Juventus          |
| 8             | Juan Mata           | Spanje        | 28-04-1988    | Chelsea           |
| 14            | Jesse Lingard       | Engeland      | 15-12-1992    | /                 |
| 16            | Michael Carrick     | Engeland      | 28-07-1981    | Tottenham Hotspur |
| 18            | Ashley Young        | Engeland      | 09-07-1985    | Aston Villa       |
| 21            | Ander Herrera       | Spanje        | 14-08-1989    | Athletic Bilbao   |
| 27            | Marouane Fellaini   | België        | 22-11-1987    | Everton           |
| 31            | Nemanja Matić       | Servië        | 01-08-1988    | Chelsea           |
| 39            | Scott McTominay     | Schotland     | 08-12-1996    | /                 |
| Aanvallers    |                     |               |               |                   |
| 7             | Alexis Sánchez      | Chili         | 19-12-1988    | Arsenal           |
| 9             | Romelu Lukaku       | België        | 13-03-1993    | Everton           |
| 11            | Anthony Martial     | Frankrijk     | 05-12-1995    | AS Monaco         |
| 19            | Marcus Rashford     | Engeland      | 31-10-1997    | /                 |

- = Aanvoerder

### Technische staf
|                 |                      |               |
| Functie         | Naam                 | Nationaliteit |
| Coach           | José Mourinho (foto) | Portugal      |
| Assistent-coach | Rui Faria            | Portugal      |
| Assistent-coach | Silvino Louro        | Portugal      |
| Keeperstrainer  | Emilio Alvarez       | Spanje        |
| Fitness coach   | Carlos Lalin         | Spanje        |
| Scout           | Ricardo Formosinho   | Portugal      |
| Videoanalist    | Giovanni Cerra       | Italië        |

## Resultaten
Een overzicht van de competities waaraan Manchester United in het seizoen 2017-2018 deelnam. 
| Premier League | FA Cup              | League Cup  | Champions League | UEFA Super Cup      |
| -------------- | ------------------- | ----------- | ---------------- | ------------------- |
|                |                     |             |                  |                     |
| Vicekampioen   | Verliezend finalist | Kwartfinale | 1/8 finale       | Verliezend finalist |

## Uitrustingen
Shirtsponsor: Chevrolet

Sportmerk: adidas
| Thuis | Thuis | Uit | Alternatief | Doelman | Doelman | Doelman |

## Transfers

### Zomer
| Naam              | Nationaliteit     | Van/naar          | Type          |
| ----------------- | ----------------- | ----------------- | ------------- |
| Inkomend          |                   |                   |               |
| Victor Lindelöf   | Zweden            | Benfica           | € 31.000.000  |
| Romelu Lukaku     | België            | Everton           | € 85.000.000  |
| Nemanja Matić     | Servië            | Chelsea           | € 45.000.000  |
| TOTAAL UITGAVEN:  | TOTAAL UITGAVEN:  | TOTAAL UITGAVEN:  | € 161.000.000 |
| Uitgaand          |                   |                   |               |
| Wayne Rooney      | Engeland          | Everton           | Transfervrij  |
| Adnan Januzaj     | België            | Real Sociedad     | € 11.000.000  |
| Guillermo Varela  | Uruguay           | Peñarol           | niet bekend   |
| Josh Harrop       | Engeland          | Preston North End | niet bekend   |
| TOTAAL INKOMSTEN: | TOTAAL INKOMSTEN: | TOTAAL INKOMSTEN: | € 11.000.000  |

### Verhuurde spelers
| Naam                      | Nationaliteit | Van/naar          | Begin huur       | Einde huur   |
| ------------------------- | ------------- | ----------------- | ---------------- | ------------ |
| Uitgaand                  |               |                   |                  |              |
| Regan Poole               | Wales         | Northampton Town  | 7 juli 2017      | 30 juni 2018 |
| Dean Henderson            | Engeland      | Shrewsbury Town   | 10 juli 2017     | 30 juni 2018 |
| Sam Johnstone             | Engeland      | Aston Villa       | 14 juli 2017     | 30 juni 2018 |
| Devonte Redmond           | Engeland      | Scunthorpe United | 28 juli 2017     | januari 2018 |
| Cameron Borthwick-Jackson | Engeland      | Leeds United      | 7 augustus 2017  | 30 juni 2018 |
| Timothy Fosu-Mensah       | Nederland     | Crystal Palace    | 10 augustus 2017 | 30 juni 2018 |
| Andreas Pereira           | Brazilië      | Valencia          | 1 september 2017 | 30 juni 2018 |

### Winter
| Naam               | Nationaliteit     | Van/naar           | Type               |
| ------------------ | ----------------- | ------------------ | ------------------ |
| Inkomend           |                   |                    |                    |
| Alexis Sánchez     | Chili             | Arsenal            | Transfervrij       |
| TOTAAL UITGAVEN:   | TOTAAL UITGAVEN:  | TOTAAL UITGAVEN:   | € 0                |
| Uitgaand           |                   |                    |                    |
| Henrikh Mkhitaryan | Armenië           | Arsenal            | Transfervrij       |
| Zlatan Ibrahimović | Zweden            | Los Angeles Galaxy | Contract ontbonden |
| TOTAAL INKOMSTEN:  | TOTAAL INKOMSTEN: | TOTAAL INKOMSTEN:  | € 0                |

## Premier League

### Wedstrijden
| Wedstrijddetails                                           | Thuisploeg                                          | Uitslag                 | Uitploeg                                    | Opstelling | Kaarten                                       |
| ---------------------------------------------------------- | --------------------------------------------------- | ----------------------- | ------------------------------------------- | --- | --------------------------------------------- |
| Heenronde                                                  |                                                     |                         |                                             | |                                               |
| 13 augustus 2017 17:00 Old Trafford Manchester             | Manchester United                                   | 4-0                     | West Ham United                             | De Gea Valencia, Bailly, Jones, Blind Matić, Pogba, Mata (76' Fellaini) Mkhitaryan (88' Lingard), Lukaku, Rashford (80' Martial)          | 43' Bailly 60' Valencia                       |
| 13 augustus 2017 17:00 Old Trafford Manchester             | 33' Lukaku 52' Lukaku 87' Martial 90' Pogba         | 1-0 2-0 3-0 4-0         |                                             | De Gea Valencia, Bailly, Jones, Blind Matić, Pogba, Mata (76' Fellaini) Mkhitaryan (88' Lingard), Lukaku, Rashford (80' Martial)          | 43' Bailly 60' Valencia                       |
| 19 augustus 2017 13:30 Liberty Stadium Swansea             | Swansea City                                        | 0-4                     | Manchester United                           | De Gea Valencia, Bailly, Jones, Blind Matić, Pogba, Mata (75' Fellaini) Mkhitaryan (85' Herrera), Lukaku, Rashford (75' Martial)          | 26' Pogba                                     |
| 19 augustus 2017 13:30 Liberty Stadium Swansea             |                                                     | 0-1 0-2 0-3 0-4         | 45' Bailly 80' Lukaku 82' Pogba 84' Martial | De Gea Valencia, Bailly, Jones, Blind Matić, Pogba, Mata (75' Fellaini) Mkhitaryan (85' Herrera), Lukaku, Rashford (75' Martial)          | 26' Pogba                                     |
| 26 augustus 2017 18:30 Old Trafford Manchester             | Manchester United                                   | 2-0                     | Leicester City                              | De Gea Valencia, Bailly, Jones, Blind Matić, Pogba, Mata (67' Rashford) Mkhitaryan (74' Fellaini), Lukaku, Martial (76' Lingard)          | 54' Mkhitaryan                                |
| 26 augustus 2017 18:30 Old Trafford Manchester             | 70' Rashford 82' Fellaini                           | 1-0 2-0                 |                                             | De Gea Valencia, Bailly, Jones, Blind Matić, Pogba, Mata (67' Rashford) Mkhitaryan (74' Fellaini), Lukaku, Martial (76' Lingard)          | 54' Mkhitaryan                                |
| 9 september 2017 18:30 Britannia Stadium Stoke-on-Trent    | Stoke City                                          | 2-2                     | Manchester United                           | De Gea Valencia, Bailly, Jones, Darmian Herrera (72' Martial), Matić, Pogba Mkhitaryan (84' Lingard), Lukaku, Rashford (72' Mata)         |                                               |
| 9 september 2017 18:30 Britannia Stadium Stoke-on-Trent    | 43' Choupo-Moting 63' Choupo-Moting                 | 1-0 1-1 1-2 2-2         | 45+1' Rashford 57' Lukaku                   | De Gea Valencia, Bailly, Jones, Darmian Herrera (72' Martial), Matić, Pogba Mkhitaryan (84' Lingard), Lukaku, Rashford (72' Mata)         |                                               |
| 17 september 2017 17:00 Old Trafford Manchester            | Manchester United                                   | 4-0                     | Everton FC                                  | De Gea Valencia, Bailly, Jones, Young Fellaini, Matić, Mkhitaryan (88' Martial) Mata (77' Herrera), Lukaku, Rashford (61' Lingard)        | 82' Bailly                                    |
| 17 september 2017 17:00 Old Trafford Manchester            | 4' Valencia 83' Mkhitaryan 89' Lukaku 90+2' Martial | 1-0 2-0 3-0 4-0         |                                             | De Gea Valencia, Bailly, Jones, Young Fellaini, Matić, Mkhitaryan (88' Martial) Mata (77' Herrera), Lukaku, Rashford (61' Lingard)        | 82' Bailly                                    |
| 23 september 2017 16:00 St. Mary's Stadium Southampton     | Southampton FC                                      | 0-1                     | Manchester United                           | De Gea Valencia, Bailly, Jones, Young Fellaini, Matić, Mkhitaryan (75' Smalling) Mata (62' Herrera), Lukaku, Rashford (90+3' Blind)       | 43' Young 69' Valencia 82' Lukaku 88' Herrera |
| 23 september 2017 16:00 St. Mary's Stadium Southampton     |                                                     | 0-1                     | 20' Lukaku                                  | De Gea Valencia, Bailly, Jones, Young Fellaini, Matić, Mkhitaryan (75' Smalling) Mata (62' Herrera), Lukaku, Rashford (90+3' Blind)       | 43' Young 69' Valencia 82' Lukaku 88' Herrera |
| 30 september 2017 16:00 Old Trafford Manchester            | Manchester United                                   | 4-0                     | Crystal Palace                              | De Gea Valencia, Smalling, Jones, Young Fellaini, Matić, Mkhitaryan (66' Lingard) Mata (77' Herrera), Lukaku, Rashford (72' Martial)      |                                               |
| 30 september 2017 16:00 Old Trafford Manchester            | 3' Mata 35' Fellaini 48' Fellaini 86' Lukaku        | 1-0 2-0 3-0 4-0         |                                             | De Gea Valencia, Smalling, Jones, Young Fellaini, Matić, Mkhitaryan (66' Lingard) Mata (77' Herrera), Lukaku, Rashford (72' Martial)      |                                               |
| 14 oktober 2017 13:30 Anfield Liverpool                    | Liverpool FC                                        | 0-0                     | Manchester United                           | De Gea Valencia, Smalling, Jones, Darmian Herrera, Matić, Mkhitaryan (63' Lingard) Young (90+3' Lindelöf), Lukaku, Martial (65' Rashford) | 74' Smalling 87' Young                        |
| 14 oktober 2017 13:30 Anfield Liverpool                    |                                                     |                         |                                             | De Gea Valencia, Smalling, Jones, Darmian Herrera, Matić, Mkhitaryan (63' Lingard) Young (90+3' Lindelöf), Lukaku, Martial (65' Rashford) | 74' Smalling 87' Young                        |
| 21 oktober 2017 16:00 John Smith's Stadium Huddersfield    | Huddersfield Town                                   | 2-1                     | Manchester United                           | De Gea Valencia, Smalling, Jones (23' Lindelöf), Young Herrera, Matić, Lingard Mata (46' Mkhitaryan), Lukaku, Martial (46' Rashford)      | 8' Martial 60' Young                          |
| 21 oktober 2017 16:00 John Smith's Stadium Huddersfield    | 28' Mooy 33' Depoitre                               | 1-0 2-0 2-1             | 78' Rashford                                | De Gea Valencia, Smalling, Jones (23' Lindelöf), Young Herrera, Matić, Lingard Mata (46' Mkhitaryan), Lukaku, Martial (46' Rashford)      | 8' Martial 60' Young                          |
| 28 oktober 2017 13:30 Old Trafford Manchester              | Manchester United                                   | 1-0                     | Tottenham Hotspur                           | De Gea Bailly, Smalling, Jones Valencia, Herrera, Matić, Young (90+3' Darmian) Mkhitaryan (65' Lingard), Lukaku, Rashford (70' Martial)   | 73' Valencia                                  |
| 28 oktober 2017 13:30 Old Trafford Manchester              | 81' Martial                                         | 1-0                     |                                             | De Gea Bailly, Smalling, Jones Valencia, Herrera, Matić, Young (90+3' Darmian) Mkhitaryan (65' Lingard), Lukaku, Rashford (70' Martial)   | 73' Valencia                                  |
| 5 november 2017 17:30 Stamford Bridge Londen               | Chelsea FC                                          | 1-0                     | Manchester United                           | De Gea Bailly, Smalling, Jones (62' Fellaini) Valencia, Herrera, Matić, Young (78' Lingard) Mkhitaryan (62' Martial), Lukaku, Rashford    | 49' Jones 51' Herrera 71' Fellaini            |
| 5 november 2017 17:30 Stamford Bridge Londen               | 55' Morata                                          | 1-0                     |                                             | De Gea Bailly, Smalling, Jones (62' Fellaini) Valencia, Herrera, Matić, Young (78' Lingard) Mkhitaryan (62' Martial), Lukaku, Rashford    | 49' Jones 51' Herrera 71' Fellaini            |
| 18 november 2017 18:30 Old Trafford Manchester             | Manchester United                                   | 4-1                     | Newcastle United                            | De Gea Valencia, Lindelöf, Smalling, Young Mata (83' Herrera), Matić, Pogba (70' Fellaini) Rashford, Lukaku, Martial (77' Ibrahimović)    | 68' Smalling                                  |
| 18 november 2017 18:30 Old Trafford Manchester             | 37' Martial 45+1' Smalling 54' Pogba 70' Lukaku     | 0-1 1-1 2-1 3-1 4-1     | 14' Gayle                                   | De Gea Valencia, Lindelöf, Smalling, Young Mata (83' Herrera), Matić, Pogba (70' Fellaini) Rashford, Lukaku, Martial (77' Ibrahimović)    | 68' Smalling                                  |
| 25 november 2017 16:00 Old Trafford Manchester             | Manchester United                                   | 1-0                     | Brighton & Hove Albion                      | De Gea Valencia, Lindelöf, Smalling, Young Pogba, Matić, Rashford (80' Fellaini) Mata (62' Ibrahimović), Lukaku, Martial (71' Mkhitaryan) |                                               |
| 25 november 2017 16:00 Old Trafford Manchester             | 66' Dunk (own)                                      | 1-0                     |                                             | De Gea Valencia, Lindelöf, Smalling, Young Pogba, Matić, Rashford (80' Fellaini) Mata (62' Ibrahimović), Lukaku, Martial (71' Mkhitaryan) |                                               |
| 28 november 2017 21:00 Vicarage Road Watford               | Watford FC                                          | 2-4                     | Manchester United                           | De Gea Lindelöf, Smalling, Rojo Valencia, Pogba, Matić (54' Herrera), Young Lingard (88' Ibrahimović), Lukaku, Martial (65' Rashford)     | 38' Rojo                                      |
| 28 november 2017 21:00 Vicarage Road Watford               | 77' Deeney (pen.) 84' Doucouré                      | 0-1 0-2 0-3 1-3 2-3 2-4 | 19' Young 25' Young 32' Martial 86' Lingard | De Gea Lindelöf, Smalling, Rojo Valencia, Pogba, Matić (54' Herrera), Young Lingard (88' Ibrahimović), Lukaku, Martial (65' Rashford)     | 38' Rojo                                      |
| 2 december 2017 18:30 Emirates Stadium Londen              | Arsenal FC                                          | 1-3                     | Manchester United                           | De Gea Lindelöf, Smalling, Rojo Valencia, Pogba, Matić, Young (90+3' Rashford) Lingard (76' Darmian), Lukaku, Martial (67' Herrera)       | 58' Rojo 74' Pogba 89' Herrera                |
| 2 december 2017 18:30 Emirates Stadium Londen              | 49' Lacazette                                       | 0-1 0-2 1-2 1-3         | 4' Valencia 11' Lingard 63' Lingard         | De Gea Lindelöf, Smalling, Rojo Valencia, Pogba, Matić, Young (90+3' Rashford) Lingard (76' Darmian), Lukaku, Martial (67' Herrera)       | 58' Rojo 74' Pogba 89' Herrera                |
| 10 december 2017 17:30 Old Trafford Manchester             | Manchester United                                   | 1-2                     | Manchester City                             | De Gea Valencia, Smalling, Rojo (46' Lindelöf), Young Herrera (82' Mata), Matić, Lingard (76' Ibrahimović) Martial, Lukaku, Rashford      | 36' Rojo 63' Rashford 79' Herrera 90' Young   |
| 10 december 2017 17:30 Old Trafford Manchester             | 45+2' Rashford                                      | 0-1 1-1 1-2             | 43' D. Silva 54' Otamendi                   | De Gea Valencia, Smalling, Rojo (46' Lindelöf), Young Herrera (82' Mata), Matić, Lingard (76' Ibrahimović) Martial, Lukaku, Rashford      | 36' Rojo 63' Rashford 79' Herrera 90' Young   |
| 13 december 2017 21:00 Old Trafford Manchester             | Manchester United                                   | 1-0                     | Bournemouth                                 | De Gea Valencia, Smalling, Jones, Shaw (83' Young) McTominay, Matić, Lingard (71' Herrera) Mata, Lukaku, Martial (66' Rashford)           | 43' Lukaku                                    |
| 13 december 2017 21:00 Old Trafford Manchester             | 25' Lukaku                                          | 1-0                     |                                             | De Gea Valencia, Smalling, Jones, Shaw (83' Young) McTominay, Matić, Lingard (71' Herrera) Mata, Lukaku, Martial (66' Rashford)           | 43' Lukaku                                    |
| 17 december 2017 15:15 The Hawthorns West Bromwich         | West Bromwich Albion                                | 1-2                     | Manchester United                           | De Gea Valencia (66' Rojo), Smalling, Jones, Young Herrera, Matić, Lingard (86' McTominay) Mata, Lukaku, Rashford (79' Martial)           | 53' Rashford 90+3' Matić                      |
| 17 december 2017 15:15 The Hawthorns West Bromwich         | 77' Barry                                           | 0-1 0-2 1-2             | 27' Lukaku 35' Lingard                      | De Gea Valencia (66' Rojo), Smalling, Jones, Young Herrera, Matić, Lingard (86' McTominay) Mata, Lukaku, Rashford (79' Martial)           | 53' Rashford 90+3' Matić                      |
| 23 december 2017 20:45 King Power Stadium Leicester        | Leicester City                                      | 2-2                     | Manchester United                           | De Gea Lindelöf, Smalling, Jones, Young Matić, Pogba, Lingard (76' Herrera) Mata (83' Mkhitaryan), Lukaku, Martial (71' Rashford)         | 34' Lindelöf 47' Matić                        |
| 23 december 2017 20:45 King Power Stadium Leicester        | 27' Vardy 90+4' Maguire                             | 1-0 1-1 1-2 2-2         | 40' Mata 60' Mata                           | De Gea Lindelöf, Smalling, Jones, Young Matić, Pogba, Lingard (76' Herrera) Mata (83' Mkhitaryan), Lukaku, Martial (71' Rashford)         | 34' Lindelöf 47' Matić                        |
| 26 december 2017 16:00 Old Trafford Manchester             | Manchester United                                   | 2-2                     | Burnley FC                                  | De Gea Young, Jones, Rojo (46' Mkhitaryan), Shaw Matić, Pogba, Ibrahimović (46' Lingard) Mata, Lukaku, Rashford                           | 2' Rojo 52' Shaw 59' Mkhitaryan               |
| 26 december 2017 16:00 Old Trafford Manchester             | 53' Lingard 90+1' Lingard                           | 0-1 0-2 1-2 2-2         | 3' Barnes 36' Defour                        | De Gea Young, Jones, Rojo (46' Mkhitaryan), Shaw Matić, Pogba, Ibrahimović (46' Lingard) Mata, Lukaku, Rashford                           | 2' Rojo 52' Shaw 59' Mkhitaryan               |
| Terugronde                                                 |                                                     |                         |                                             | |                                               |
| 30 december 2017 18:30 Old Trafford Manchester             | Manchester United                                   | 0-0                     | Southampton FC                              | De Gea Young, Lindelöf, Jones, Shaw Matić, Pogba, Lingard Mata, Lukaku (14' Rashford), Mkhitaryan (65' Martial)                           | 60' Lingard 72' Matić                         |
| 30 december 2017 18:30 Old Trafford Manchester             |                                                     |                         |                                             | De Gea Young, Lindelöf, Jones, Shaw Matić, Pogba, Lingard Mata, Lukaku (14' Rashford), Mkhitaryan (65' Martial)                           | 60' Lingard 72' Matić                         |
| 1 januari 2018 18:30 Goodison Park Liverpool               | Everton FC                                          | 0-2                     | Manchester United                           | De Gea Lindelöf, Jones, Rojo, Shaw Herrera, Matić, Pogba Mata (90+2' Tuanzebe), Martial (77' Rashford), Lingard (87' Blind)               |                                               |
| 1 januari 2018 18:30 Goodison Park Liverpool               |                                                     | 0-1 0-2                 | 57' Martial 81' Lingard                     | De Gea Lindelöf, Jones, Rojo, Shaw Herrera, Matić, Pogba Mata (90+2' Tuanzebe), Martial (77' Rashford), Lingard (87' Blind)               |                                               |
| 15 januari 2018 21:00 Old Trafford Manchester              | Manchester United                                   | 3-0                     | Stoke City                                  | De Gea Valencia, Smalling, Jones, Shaw Matić, Pogba, Lingard (80' Fellaini) Mata (83' McTominay), Lukaku, Martial (80' Rashford)          | 63' Lingard 67' Lukaku                        |
| 15 januari 2018 21:00 Old Trafford Manchester              | 9' Valencia 38' Martial 72' Lukaku                  | 1-0 2-0 3-0             |                                             | De Gea Valencia, Smalling, Jones, Shaw Matić, Pogba, Lingard (80' Fellaini) Mata (83' McTominay), Lukaku, Martial (80' Rashford)          | 63' Lingard 67' Lukaku                        |
| 20 januari 2018 16:00 Turf Moor Burnley                    | Burnley FC                                          | 0-1                     | Manchester United                           | De Gea Valencia, Smalling, Jones, Young Matić, Pogba, Lingard (80' Rashford) Mata (72' Fellaini), Lukaku, Martial (90+4' Herrera)         | 69' Pogba 76' Matić 90+2' Valencia            |
| 20 januari 2018 16:00 Turf Moor Burnley                    |                                                     | 0-1                     | 54' Martial                                 | De Gea Valencia, Smalling, Jones, Young Matić, Pogba, Lingard (80' Rashford) Mata (72' Fellaini), Lukaku, Martial (90+4' Herrera)         | 69' Pogba 76' Matić 90+2' Valencia            |
| 31 januari 2018 21:00 Wembley Stadium Londen               | Tottenham Hotspur                                   | 2-0                     | Manchester United                           | De Gea Valencia, Smalling, Jones, Young Matić, Pogba (63' Mata), Lingard (63' Fellaini)(70' Herrera) Martial, Lukaku, Sánchez             | 38' Jones 73' Young                           |
| 31 januari 2018 21:00 Wembley Stadium Londen               | 1' Eriksen 28' Jones (own)                          | 1-0 2-0                 |                                             | De Gea Valencia, Smalling, Jones, Young Matić, Pogba (63' Mata), Lingard (63' Fellaini)(70' Herrera) Martial, Lukaku, Sánchez             | 38' Jones 73' Young                           |
| 3 februari 2018 16:00 Old Trafford Manchester              | Manchester United                                   | 2-0                     | Huddersfield Town                           | De Gea Valencia, Smalling, Rojo, Shaw McTominay, Matić, Lingard (65' Pogba) Mata (71' Rashford), Lukaku (77' Martial), Sánchez            | 27' Mata 45+2' Sánchez                        |
| 3 februari 2018 16:00 Old Trafford Manchester              | 55' Lukaku 68' Sánchez                              | 1-0 2-0                 |                                             | De Gea Valencia, Smalling, Rojo, Shaw McTominay, Matić, Lingard (65' Pogba) Mata (71' Rashford), Lukaku (77' Martial), Sánchez            | 27' Mata 45+2' Sánchez                        |
| 11 februari 2018 15:15 St. James' Park Newcastle upon Tyne | Newcastle United                                    | 1-0                     | Manchester United                           | De Gea Valencia, Smalling, Jones, Young Matić (77' McTominay), Pogba (66' Carrick), Lingard (66' Mata) Martial, Lukaku, Sánchez           | 64' Smalling 88' Valencia                     |
| 11 februari 2018 15:15 St. James' Park Newcastle upon Tyne | 65' Ritchie                                         | 1-0                     |                                             | De Gea Valencia, Smalling, Jones, Young Matić (77' McTominay), Pogba (66' Carrick), Lingard (66' Mata) Martial, Lukaku, Sánchez           | 64' Smalling 88' Valencia                     |
| 25 februari 2018 15:05 Old Trafford Manchester             | Manchester United                                   | 2-1                     | Chelsea FC                                  | De Gea Valencia, Smalling, Lindelöf, Young McTominay, Matić, Pogba Sánchez (81' Bailly), Lukaku, Martial (64' Lingard)                    | 68' Valencia 85' Matić                        |
| 25 februari 2018 15:05 Old Trafford Manchester             | 39' Lukaku 75' Lingard                              | 0-1 1-1 2-1             | 32' Willian                                 | De Gea Valencia, Smalling, Lindelöf, Young McTominay, Matić, Pogba Sánchez (81' Bailly), Lukaku, Martial (64' Lingard)                    | 68' Valencia 85' Matić                        |
| 5 maart 2018 21:00 Selhurst Park Londen                    | Crystal Palace                                      | 2-3                     | Manchester United                           | De Gea Valencia (67' Shaw), Smalling, Lindelöf, Young (67' Mata) McTominay (46' Rashford), Matić, Pogba Lingard, Lukaku, Sánchez          | 42' McTominay 57' Young 90+2' Matić           |
| 5 maart 2018 21:00 Selhurst Park Londen                    | 11' Townsend 48' Van Aanholt                        | 1-0 2-0 2-1 2-2 2-3     | 55' Smalling 76' Lukaku 90+1' Matić         | De Gea Valencia (67' Shaw), Smalling, Lindelöf, Young (67' Mata) McTominay (46' Rashford), Matić, Pogba Lingard, Lukaku, Sánchez          | 42' McTominay 57' Young 90+2' Matić           |
| 10 maart 2018 13:30 Old Trafford Manchester                | Manchester United                                   | 2-1                     | Liverpool FC                                | De Gea Valencia, Bailly, Smalling, Young McTominay, Matić, Sánchez (90+6' Darmian) Mata (89' Lingard), Lukaku, Rashford (70' Fellaini)    | 27' Rashford 89' Valencia                     |
| 10 maart 2018 13:30 Old Trafford Manchester                | 14' Rashford 24' Rashford                           | 1-0 2-0 2-1             | 66' Bailly (own)                            | De Gea Valencia, Bailly, Smalling, Young McTominay, Matić, Sánchez (90+6' Darmian) Mata (89' Lingard), Lukaku, Rashford (70' Fellaini)    | 27' Rashford 89' Valencia                     |
| 31 maart 2018 16:00 Old Trafford Manchester                | Manchester United                                   | 2-0                     | Swansea City                                | De Gea Valencia, Smalling, Lindelöf, Young Matić, Pogba, Lingard (76' Herrera) Mata (90+1' McTominay), Lukaku, Sánchez (75' Rashford)     |                                               |
| 31 maart 2018 16:00 Old Trafford Manchester                | 5' Lukaku 20' Sánchez                               | 1-0 2-0                 |                                             | De Gea Valencia, Smalling, Lindelöf, Young Matić, Pogba, Lingard (76' Herrera) Mata (90+1' McTominay), Lukaku, Sánchez (75' Rashford)     |                                               |
| 7 april 2018 18:30 Etihad Stadium Manchester               | Manchester City                                     | 2-3                     | Manchester United                           | De Gea Valencia, Smalling, Bailly, Young Herrera (90+4' Lindelöf), Matić, Pogba Lingard (85' McTominay), Lukaku, Sánchez (82' Rashford)   | 37' Herrera 45' Lukaku 81' Pogba              |
| 7 april 2018 18:30 Etihad Stadium Manchester               | 25' Kompany 30' Gündoğan                            | 1-0 2-0 2-1 2-2 2-3     | 53' Pogba 55' Pogba 69' Smalling            | De Gea Valencia, Smalling, Bailly, Young Herrera (90+4' Lindelöf), Matić, Pogba Lingard (85' McTominay), Lukaku, Sánchez (82' Rashford)   | 37' Herrera 45' Lukaku 81' Pogba              |
| 15 april 2018 17:00 Old Trafford Manchester                | Manchester United                                   | 0-1                     | West Bromwich Albion                        | De Gea Valencia, Smalling, Lindelöf, Young (75' Rashford) Herrera (46' Lingard), Matić, Pogba (58' Martial) Mata, Lukaku, Sánchez         | 29' Pogba                                     |
| 15 april 2018 17:00 Old Trafford Manchester                |                                                     | 0-1                     | 73' Rodriguez                               | De Gea Valencia, Smalling, Lindelöf, Young (75' Rashford) Herrera (46' Lingard), Matić, Pogba (58' Martial) Mata, Lukaku, Sánchez         | 29' Pogba                                     |
| 18 april 2018 20:45 Vitality Stadium Bournemouth           | Bournemouth                                         | 0-2                     | Manchester United                           | De Gea Darmian, Smalling, Jones, Shaw Fellaini, Herrera (72' Matić), Pogba (80' Blind) Lingard (62' Lukaku), Rashford, Martial            | 61' Smalling                                  |
| 18 april 2018 20:45 Vitality Stadium Bournemouth           |                                                     | 0-1 0-2                 | 28' Smalling 70' Lukaku                     | De Gea Darmian, Smalling, Jones, Shaw Fellaini, Herrera (72' Matić), Pogba (80' Blind) Lingard (62' Lukaku), Rashford, Martial            | 61' Smalling                                  |
| 29 april 2018 17:30 Old Trafford Manchester                | Manchester United                                   | 2-1                     | Arsenal FC                                  | De Gea Valencia, Smalling, Lindelöf, Young Herrera (64' Martial), Matić, Pogba Lingard (64' Fellaini), Lukaku (50' Rashford), Sánchez     |                                               |
| 29 april 2018 17:30 Old Trafford Manchester                | 16' Pogba 90+1' Fellaini                            | 1-0 1-1 2-1             | 51' Mkhitaryan                              | De Gea Valencia, Smalling, Lindelöf, Young Herrera (64' Martial), Matić, Pogba Lingard (64' Fellaini), Lukaku (50' Rashford), Sánchez     |                                               |
| 4 mei 2018 21:00 The AMEX Falmer                           | Brighton & Hove Albion                              | 1-0                     | Manchester United                           | De Gea Darmian (68' Shaw), Smalling, Rojo (76' McTominay), Young Fellaini (68' Lingard), Matić, Pogba Mata, Rashford, Martial             |                                               |
| 4 mei 2018 21:00 The AMEX Falmer                           | 57' Groß                                            | 1-0                     |                                             | De Gea Darmian (68' Shaw), Smalling, Rojo (76' McTominay), Young Fellaini (68' Lingard), Matić, Pogba Mata, Rashford, Martial             |                                               |
| 10 mei 2018 20:45 London Stadium Londen                    | West Ham United                                     | 0-0                     | Manchester United                           | De Gea Valencia (90+4' Bailly), Lindelöf, Smalling, Jones, Shaw McTominay, Herrera, Pogba Lingard (74' Rashford), Sánchez (90+2' Young)   | 86' Pogba                                     |
| 10 mei 2018 20:45 London Stadium Londen                    |                                                     |                         |                                             | De Gea Valencia (90+4' Bailly), Lindelöf, Smalling, Jones, Shaw McTominay, Herrera, Pogba Lingard (74' Rashford), Sánchez (90+2' Young)   | 86' Pogba                                     |
| 13 mei 2018 16:00 Old Trafford Manchester                  | Manchester United                                   | 1-0                     | Watford FC                                  | Romero Darmian, Bailly, Rojo, Young (60' Shaw) McTominay, Carrick (85' Pogba), Blind (77' Herrera) Mata, Rashford, Sánchez                | 9' Rojo 58' Young 68' McTominay 90+1' Shaw    |
| 13 mei 2018 16:00 Old Trafford Manchester                  | 34' Rashford                                        | 1-0                     |                                             | Romero Darmian, Bailly, Rojo, Young (60' Shaw) McTominay, Carrick (85' Pogba), Blind (77' Herrera) Mata, Rashford, Sánchez                | 9' Rojo 58' Young 68' McTominay 90+1' Shaw    |

### Overzicht
| Speeldag  | 1 | 2 | 3 | 4  | 5  | 6  | 7  | 8  | 9  | 10 | 11 | 12 | 13 | 14 | 15 | 16 | 17 | 18 | 19 | 20 | 21 | 22 | 23 | 24 | 25 | 26 | 27 | 28 | 29 | 30 | 31 | 32 | 33 | 34 | 35 | 36 | 37 | 38 |
| --------- | - | - | - | -- | -- | -- | -- | -- | -- | -- | -- | -- | -- | -- | -- | -- | -- | -- | -- | -- | -- | -- | -- | -- | -- | -- | -- | -- | -- | -- | -- | -- | -- | -- | -- | -- | -- | -- |
| Resultaat | w | w | w | g  | w  | w  | w  | g  | v  | w  | v  | w  | w  | w  | w  | v  | w  | w  | g  | g  | g  | w  | w  | w  | v  | w  | v  | w  | w  | w  | w  | w  | v  | w  | w  | v  | g  | w  |
| Punten    | 3 | 6 | 9 | 10 | 13 | 16 | 19 | 20 | 20 | 23 | 23 | 26 | 29 | 32 | 35 | 35 | 38 | 41 | 42 | 43 | 44 | 47 | 50 | 53 | 53 | 56 | 56 | 59 | 62 | 65 | 68 | 71 | 71 | 74 | 77 | 77 | 78 | 81 |
| Positie   | 1 | 1 | 1 | 1  | 2  | 2  | 2  | 2  | 2  | 2  | 2  | 2  | 2  | 2  | 2  | 2  | 2  | 2  | 2  | 2  | 3  | 2  | 2  | 2  | 2  | 2  | 2  | 2  | 2  | 2  | 2  | 2  | 2  | 2  | 2  | 2  | 2  | 2  |

## FA Cup
| FA Cup                                                   |                         |                 |                                                   | |                                                 |
| Wedstrijddetails                                         | Thuisploeg              | Uitslag         | Uitploeg                                          | Opstelling | Kaarten                                         |
| 1/32 finale                                              |                         |                 |                                                   | |                                                 |
| 5 januari 2018 21:00 Old Trafford Manchester             | Manchester United       | 2-0             | Derby County (II)                                 | Romero Lindelöf, Smalling, Blind, Shaw Mkhitaryan (46' Lukaku), Herrera, Pogba Mata (67' Martial), Rashford (80' Fellaini), Lingard  |                                                 |
| 5 januari 2018 21:00 Old Trafford Manchester             | 84' Lingard 90' Lukaku  | 1-0 2-0         |                                                   | Romero Lindelöf, Smalling, Blind, Shaw Mkhitaryan (46' Lukaku), Herrera, Pogba Mata (67' Martial), Rashford (80' Fellaini), Lingard  |                                                 |
| 1/16 finale                                              |                         |                 |                                                   | |                                                 |
| 26 januari 2018 20:55 Huish Park Yeovil                  | Yeovil Town (III)       | 0-4             | Manchester United                                 | Romero Darmian, Lindelöf, Rojo, Shaw Herrera, Carrick, McTominay Mata (65' Lukaku), Rashford (88' Gomes), Sánchez (72' Lingard)      | 81' McTominay                                   |
| 26 januari 2018 20:55 Huish Park Yeovil                  |                         | 0-1 0-2 0-3 0-4 | 41' Rashford 61' Herrera 89' Lingard 90+3' Lukaku | Romero Darmian, Lindelöf, Rojo, Shaw Herrera, Carrick, McTominay Mata (65' Lukaku), Rashford (88' Gomes), Sánchez (72' Lingard)      | 81' McTominay                                   |
| 1/8 finale                                               |                         |                 |                                                   | |                                                 |
| 17 februari 2018 18:30 John Smith's Stadium Huddersfield | Huddersfield Town       | 0-2             | Manchester United                                 | Romero Young, Smalling, Lindelöf, Shaw McTominay, Carrick, Matić Mata (81' Lingard), Lukaku (90+3' Bailly), Sánchez (75' Martial)    |                                                 |
| 17 februari 2018 18:30 John Smith's Stadium Huddersfield |                         | 0-1 0-2         | 3' Lukaku 55' Lukaku                              | Romero Young, Smalling, Lindelöf, Shaw McTominay, Carrick, Matić Mata (81' Lingard), Lukaku (90+3' Bailly), Sánchez (75' Martial)    |                                                 |
| Kwartfinale                                              |                         |                 |                                                   | |                                                 |
| 17 maart 2018 20:45 Old Trafford Manchester              | Manchester United       | 2-0             | Brighton & Hove Albion                            | Romero Valencia, Bailly, Smalling, Shaw (46' Young) McTominay, Matić, Lingard (89' Fellaini) Mata (75' Rashford), Lukaku, Martial    |                                                 |
| 17 maart 2018 20:45 Old Trafford Manchester              | 37' Lukaku 83' Matić    | 1-0 2-0         |                                                   | Romero Valencia, Bailly, Smalling, Shaw (46' Young) McTominay, Matić, Lingard (89' Fellaini) Mata (75' Rashford), Lukaku, Martial    |                                                 |
| Halve finale                                             |                         |                 |                                                   | |                                                 |
| 21 april 2018 18:15 Wembley Stadium Londen               | Manchester United       | 2-1             | Tottenham Hotspur                                 | De Gea Valencia (80' Darmian), Smalling, Jones, Young Herrera, Matić, Pogba Lingard (83' Rashford), Lukaku, Sánchez (90+6' Fellaini) | 27' Valencia 71' Young 85' Rashford 90' Herrera |
| 21 april 2018 18:15 Wembley Stadium Londen               | 24' Sánchez 62' Herrera | 0-1 1-1 2-1     | 11' Alli                                          | De Gea Valencia (80' Darmian), Smalling, Jones, Young Herrera, Matić, Pogba Lingard (83' Rashford), Lukaku, Sánchez (90+6' Fellaini) | 27' Valencia 71' Young 85' Rashford 90' Herrera |
| Finale                                                   |                         |                 |                                                   | |                                                 |
| 19 mei 2018 18:15 Wembley Stadium Londen                 | Chelsea FC              | 1-0             | Manchester United                                 | De Gea Valencia, Smalling, Jones (87' Mata), Young Herrera, Matić, Pogba Lingard (73' Martial), Rashford (73' Lukaku), Sánchez       | 21' Jones 58' Valencia                          |
| 19 mei 2018 18:15 Wembley Stadium Londen                 | 22' Hazard (pen.)       | 1-0             |                                                   | De Gea Valencia, Smalling, Jones (87' Mata), Young Herrera, Matić, Pogba Lingard (73' Martial), Rashford (73' Lukaku), Sánchez       | 21' Jones 58' Valencia                          |

## League Cup
| League Cup                                      |                                                  |                 |                         | |                        |
| Wedstrijddetails                                | Thuisploeg                                       | Uitslag         | Uitploeg                | Opstelling | Kaarten                |
| 1/16 finale                                     |                                                  |                 |                         | |                        |
| 20 september 2017 21:00 Old Trafford Manchester | Manchester United                                | 4-0             | Burton Albion (II)      | Romero (78' J. Pereira) Darmian, Lindelöf, Smalling, Blind Herrera, Carrick, Mata (46' Shaw) Lingard, Rashford (64' McTominay), Martial    |                        |
| 20 september 2017 21:00 Old Trafford Manchester | 5' Rashford 17' Rashford 36' Lingard 60' Martial | 1-0 2-0 3-0 4-0 |                         | Romero (78' J. Pereira) Darmian, Lindelöf, Smalling, Blind Herrera, Carrick, Mata (46' Shaw) Lingard, Rashford (64' McTominay), Martial    |                        |
| 1/8 finale                                      |                                                  |                 |                         | |                        |
| 24 oktober 2017 20:45 Liberty Stadium Swansea   | Swansea City                                     | 0-2             | Manchester United       | Romero Lindelöf, Smalling, Tuanzebe Darmian, Herrera (67' Matić), McTominay, Blind Rashford (67' Lukaku), Lingard, Martial (87' Shaw)      | 75' Tuanzebe 79' Blind |
| 24 oktober 2017 20:45 Liberty Stadium Swansea   |                                                  | 0-1 0-2         | 21' Lingard 59' Lingard | Romero Lindelöf, Smalling, Tuanzebe Darmian, Herrera (67' Matić), McTominay, Blind Rashford (67' Lukaku), Lingard, Martial (87' Shaw)      | 75' Tuanzebe 79' Blind |
| Kwartfinale                                     |                                                  |                 |                         | |                        |
| 20 december 2017 21:00 Ashton Gate Bristol      | Bristol City (II)                                | 2-1             | Manchester United       | Romero Darmian (90+5' Smalling), Lindelöf, Rojo, Shaw McTominay, Blind (61' Lukaku), Pogba Rashford, Ibrahimović (69' Mkhitaryan), Martial | 74' Rashford 89' Pogba |
| 20 december 2017 21:00 Ashton Gate Bristol      | 51' Bryan 90+3' Smith                            | 1-0 1-1 2-1     | 58' Ibrahimović         | Romero Darmian (90+5' Smalling), Lindelöf, Rojo, Shaw McTominay, Blind (61' Lukaku), Pogba Rashford, Ibrahimović (69' Mkhitaryan), Martial | 74' Rashford 89' Pogba |

## UEFA Champions League
| UEFA Champions League                                        |                                      |                     |                                                        | |                            |
| Wedstrijddetails                                             | Thuisploeg                           | Uitslag             | Uitploeg                                               | Opstelling | Kaarten                    |
| Groepsfase                                                   |                                      |                     |                                                        | |                            |
| 12 september 2017 20:45 Old Trafford Manchester              | Manchester United                    | 3-0                 | FC Basel                                               | De Gea Young, Lindelöf, Smalling, Blind Mata (77' Rashford), Matić, Pogba (19' Fellaini) Mkhitaryan, Lukaku, Martial (69' Lingard)         | 38' Young 58' Blind        |
| 12 september 2017 20:45 Old Trafford Manchester              | 35' Fellaini 53' Lukaku 84' Rashford | 1-0 2-0 3-0         |                                                        | De Gea Young, Lindelöf, Smalling, Blind Mata (77' Rashford), Matić, Pogba (19' Fellaini) Mkhitaryan, Lukaku, Martial (69' Lingard)         | 38' Young 58' Blind        |
| 27 september 2017 20:45 Arena Chimki Chimki                  | CSKA Moskou                          | 1-4                 | Manchester United                                      | De Gea Bailly, Smalling, Lindelöf Young (67' Darmian), Herrera, Matić, Blind Mkhitaryan (60' Lingard), Lukaku, Martial (72' Rashford)      |                            |
| 27 september 2017 20:45 Arena Chimki Chimki                  | 90' Kuchaev                          | 0-1 0-2 0-3 0-4 1-4 | 4' Lukaku 18' Martial (pen.) 27' Lukaku 57' Mkhitaryan | De Gea Bailly, Smalling, Lindelöf Young (67' Darmian), Herrera, Matić, Blind Mkhitaryan (60' Lingard), Lukaku, Martial (72' Rashford)      |                            |
| 18 oktober 2017 20:45 Estádio da Luz Lissabon                | Benfica                              | 0-1                 | Manchester United                                      | De Gea Valencia, Lindelöf, Smalling, Blind Herrera, Matić, Mkhitaryan (90+2' McTominay) Mata (83' Lingard), Lukaku, Rashford (76' Martial) | 41' Valencia 90+5' Lingard |
| 18 oktober 2017 20:45 Estádio da Luz Lissabon                |                                      | 0-1                 | 64' Rashford                                           | De Gea Valencia, Lindelöf, Smalling, Blind Herrera, Matić, Mkhitaryan (90+2' McTominay) Mata (83' Lingard), Lukaku, Rashford (76' Martial) | 41' Valencia 90+5' Lingard |
| 31 oktober 2017 20:45 Old Trafford Manchester                | Manchester United                    | 2-0                 | Benfica                                                | De Gea Darmian, Bailly, Smalling, Blind McTominay, Matić, Lingard (46' Mkhitaryan) Mata (68' Herrera), Lukaku, Martial (75' Rashford)      | 24' Bailly 24' Lingard     |
| 31 oktober 2017 20:45 Old Trafford Manchester                | 45' Svilar (own) 78' Blind (pen.)    | 1-0 2-0             |                                                        | De Gea Darmian, Bailly, Smalling, Blind McTominay, Matić, Lingard (46' Mkhitaryan) Mata (68' Herrera), Lukaku, Martial (75' Rashford)      | 24' Bailly 24' Lingard     |
| 22 november 2017 20:45 St. Jakob-Park Bazel                  | FC Basel                             | 1-0                 | Manchester United                                      | Romero Darmian, Smalling, Rojo, Blind Herrera, Fellaini, Pogba (66' Matić) Lingard (64' Rashford), Lukaku, Martial (74' Ibrahimović)       | 83' Darmian                |
| 22 november 2017 20:45 St. Jakob-Park Bazel                  | 89' Lang                             | 1-0                 |                                                        | Romero Darmian, Smalling, Rojo, Blind Herrera, Fellaini, Pogba (66' Matić) Lingard (64' Rashford), Lukaku, Martial (74' Ibrahimović)       | 83' Darmian                |
| 5 december 2017 20:45 Old Trafford Manchester                | Manchester United                    | 2-1                 | CSKA Moskou                                            | Romero Valencia (27' Tuanzebe), Lindelöf, Smalling, Shaw Herrera (66' McTominay), Blind, Pogba Mata, Lukaku (74' Martial), Rashford        | 73' McTominay              |
| 5 december 2017 20:45 Old Trafford Manchester                | 64' Lukaku 66' Rashford              | 0-1 1-1 2-1         | 45' Vitinho                                            | Romero Valencia (27' Tuanzebe), Lindelöf, Smalling, Shaw Herrera (66' McTominay), Blind, Pogba Mata, Lukaku (74' Martial), Rashford        | 73' McTominay              |
| 1/8 finale                                                   |                                      |                     |                                                        | |                            |
| 21 februari 2018 20:45 Estadio Ramón Sánchez Pizjuán Sevilla | Sevilla FC                           | 0-0                 | Manchester United                                      | De Gea Valencia, Smalling, Lindelöf, Young Herrera (17' Pogba), McTominay, Matić Mata (80' Martial), Lukaku, Sánchez (75' Rashford)        | 41' Sánchez                |
| 21 februari 2018 20:45 Estadio Ramón Sánchez Pizjuán Sevilla |                                      |                     |                                                        | De Gea Valencia, Smalling, Lindelöf, Young Herrera (17' Pogba), McTominay, Matić Mata (80' Martial), Lukaku, Sánchez (75' Rashford)        | 41' Sánchez                |
| 13 maart 2018 20:45 Old Trafford Manchester                  | Manchester United                    | 1-2                 | Sevilla FC                                             | De Gea Valencia (77' Mata), Bailly, Smalling, Young Fellaini (60' Pogba), Matić, Lingard (77' Martial) Rashford, Lukaku, Sánchez           | 90+3' Rashford             |
| 13 maart 2018 20:45 Old Trafford Manchester                  | 84' Lukaku                           | 0-1 0-2 1-2         | 74' Ben Yedder 78' Ben Yedder                          | De Gea Valencia (77' Mata), Bailly, Smalling, Young Fellaini (60' Pogba), Matić, Lingard (77' Martial) Rashford, Lukaku, Sánchez           | 90+3' Rashford             |

### Klassement groepsfase
| #  | Club              | GS | W | G | V | DV | DT | DS  | PTN |
| -- | ----------------- | -- | - | - | - | -- | -- | --- | --- |
| 1. | Manchester United | 6  | 5 | 0 | 1 | 12 | 3  | +9  | 15  |
| 2. | FC Basel          | 6  | 4 | 0 | 2 | 11 | 5  | +6  | 12  |
| 3. | CSKA Moskou       | 6  | 3 | 0 | 3 | 8  | 10 | −2  | 9   |
| 4. | Benfica           | 6  | 0 | 0 | 6 | 1  | 14 | −13 | 0   |

## Statistieken
De speler met de meeste wedstrijden is in het groen aangeduid, de speler met de meeste doelpunten in het geel.
| Nr. | Naam                | Premier League | Premier League | FA Cup | FA Cup | League Cup | League Cup | Champions League | Champions League | UEFA Super Cup | UEFA Super Cup | Totaal | Totaal |
| Nr. | Naam                | Wed            | Goals          | Wed    | Goals  | Wed        | Goals      | Wed              | Goals            | Wed            | Goals          | Wed    | Goals  |
| --- | ------------------- | -------------- | -------------- | ------ | ------ | ---------- | ---------- | ---------------- | ---------------- | -------------- | -------------- | ------ | ------ |
| 1.  | David de Gea        | 37             | 0              | 2      | 0      | 0          | 0          | 6                | 0                | 1              | 0              | 46     | 0      |
| 2.  | Victor Lindelöf     | 17             | 0              | 3      | 0      | 3          | 0          | 5                | 0                | 1              | 0              | 29     | 0      |
| 3.  | Eric Bailly         | 13             | 1              | 2      | 0      | 0          | 0          | 3                | 0                | 0              | 0              | 18     | 1      |
| 4.  | Phil Jones          | 23             | 0              | 2      | 0      | 0          | 0          | 0                | 0                | 0              | 0              | 25     | 0      |
| 5.  | Marcos Rojo         | 9              | 0              | 1      | 0      | 1          | 0          | 1                | 0                | 0              | 0              | 12     | 0      |
| 6.  | Paul Pogba          | 27             | 6              | 3      | 0      | 1          | 0          | 5                | 0                | 1              | 0              | 37     | 6      |
| 7.  | Alexis Sánchez      | 12             | 2              | 4      | 1      | 0          | 0          | 2                | 0                | 0              | 0              | 18     | 3      |
| 8.  | Juan Mata           | 28             | 3              | 5      | 0      | 1          | 0          | 6                | 0                | 0              | 0              | 40     | 3      |
| 9.  | Romelu Lukaku       | 34             | 16             | 6      | 5      | 2          | 0          | 8                | 5                | 1              | 1              | 51     | 27     |
| 10. | Zlatan Ibrahimović  | 5              | 0              | 0      | 0      | 1          | 1          | 1                | 0                | 0              | 0              | 7      | 1      |
| 11. | Anthony Martial     | 30             | 9              | 4      | 0      | 3          | 1          | 8                | 1                | 0              | 0              | 45     | 11     |
| 12. | Chris Smalling      | 29             | 4              | 5      | 0      | 3          | 0          | 8                | 0                | 1              | 0              | 46     | 4      |
| 14. | Jesse Lingard       | 33             | 8              | 6      | 2      | 2          | 3          | 6                | 0                | 1              | 0              | 48     | 13     |
| 16. | Michael Carrick     | 2              | 0              | 2      | 0      | 1          | 0          | 0                | 0                | 0              | 0              | 5      | 0      |
| 17. | Daley Blind         | 7              | 0              | 1      | 0      | 3          | 0          | 6                | 1                | 0              | 0              | 17     | 1      |
| 18. | Ashley Young        | 30             | 2              | 4      | 0      | 0          | 0          | 4                | 0                | 0              | 0              | 38     | 2      |
| 19. | Marcus Rashford     | 35             | 7              | 5      | 1      | 3          | 2          | 8                | 3                | 1              | 0              | 52     | 13     |
| 20. | Sergio Romero       | 1              | 0              | 4      | 0      | 3          | 0          | 2                | 0                | 0              | 0              | 10     | 0      |
| 21. | Ander Herrera       | 26             | 0              | 4      | 2      | 2          | 0          | 6                | 0                | 1              | 0              | 39     | 2      |
| 22. | Henrikh Mkhitaryan  | 15             | 1              | 1      | 0      | 1          | 0          | 4                | 1                | 1              | 0              | 22     | 2      |
| 23. | Luke Shaw           | 11             | 0              | 4      | 0      | 3          | 0          | 1                | 0                | 0              | 0              | 19     | 0      |
| 25. | Antonio Valencia    | 31             | 3              | 3      | 0      | 0          | 0          | 4                | 0                | 1              | 0              | 39     | 3      |
| 27. | Marouane Fellaini   | 16             | 4              | 3      | 0      | 0          | 0          | 3                | 1                | 1              | 0              | 23     | 5      |
| 31. | Nemanja Matić       | 36             | 1              | 4      | 1      | 1          | 0          | 7                | 0                | 1              | 0              | 49     | 2      |
| 36. | Matteo Darmian      | 8              | 0              | 2      | 0      | 3          | 0          | 3                | 0                | 1              | 0              | 17     | 0      |
| 38. | Axel Tuanzebe       | 1              | 0              | 0      | 0      | 1          | 0          | 1                | 0                | 0              | 0              | 3      | 0      |
| 39. | Scott McTominay     | 13             | 0              | 3      | 0      | 3          | 0          | 4                | 0                | 0              | 0              | 23     | 0      |
| 40. | Joel Castro Pereira | 0              | 0              | 0      | 0      | 1          | 0          | 0                | 0                | 0              | 0              | 1      | 0      |
| 47. | Angel Gomes         | 0              | 0              | 1      | 0      | 0          | 0          | 0                | 0                | 0              | 0              | 1      | 0      |

## Afbeeldingen

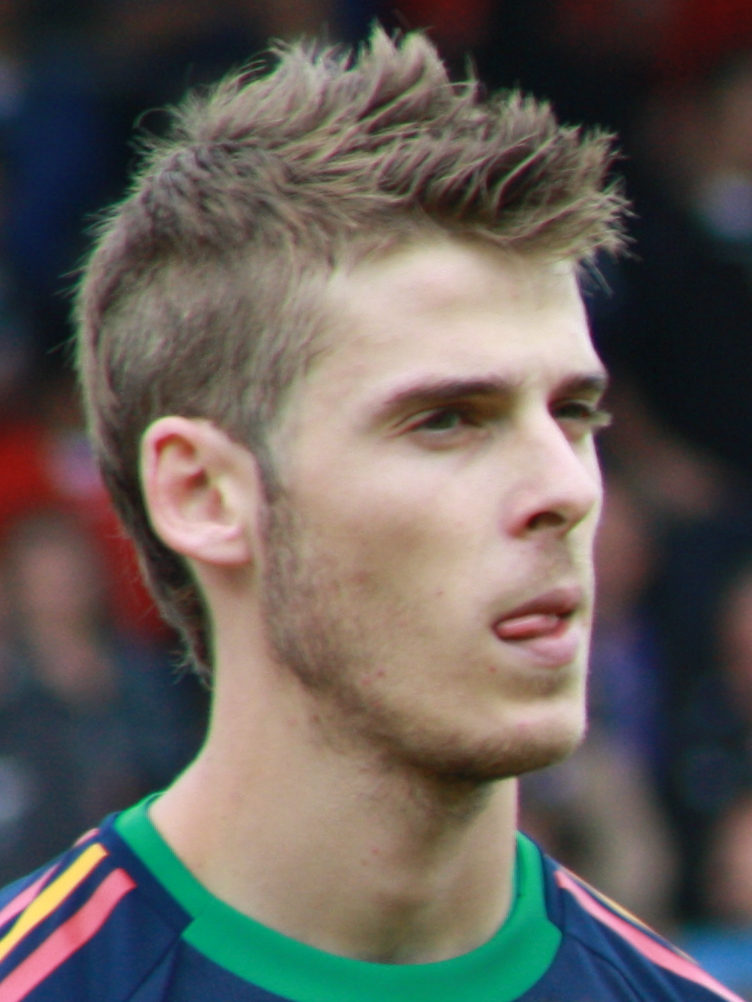
David de Gea (doelman)
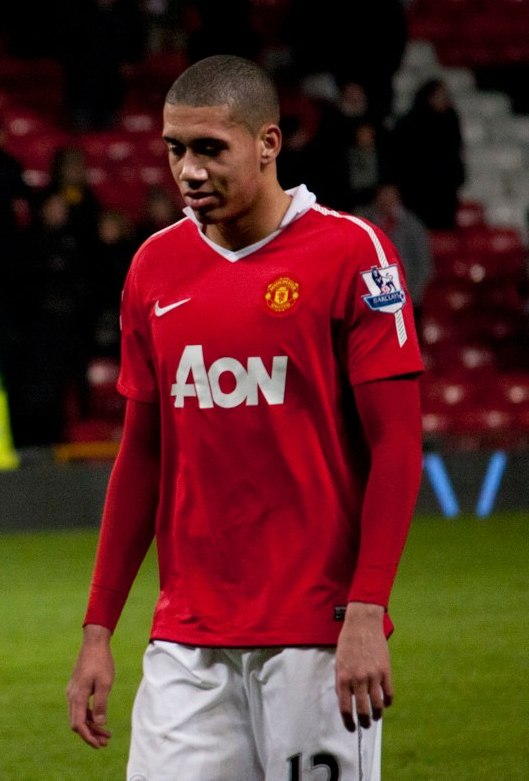
Chris Smalling (verdediger)
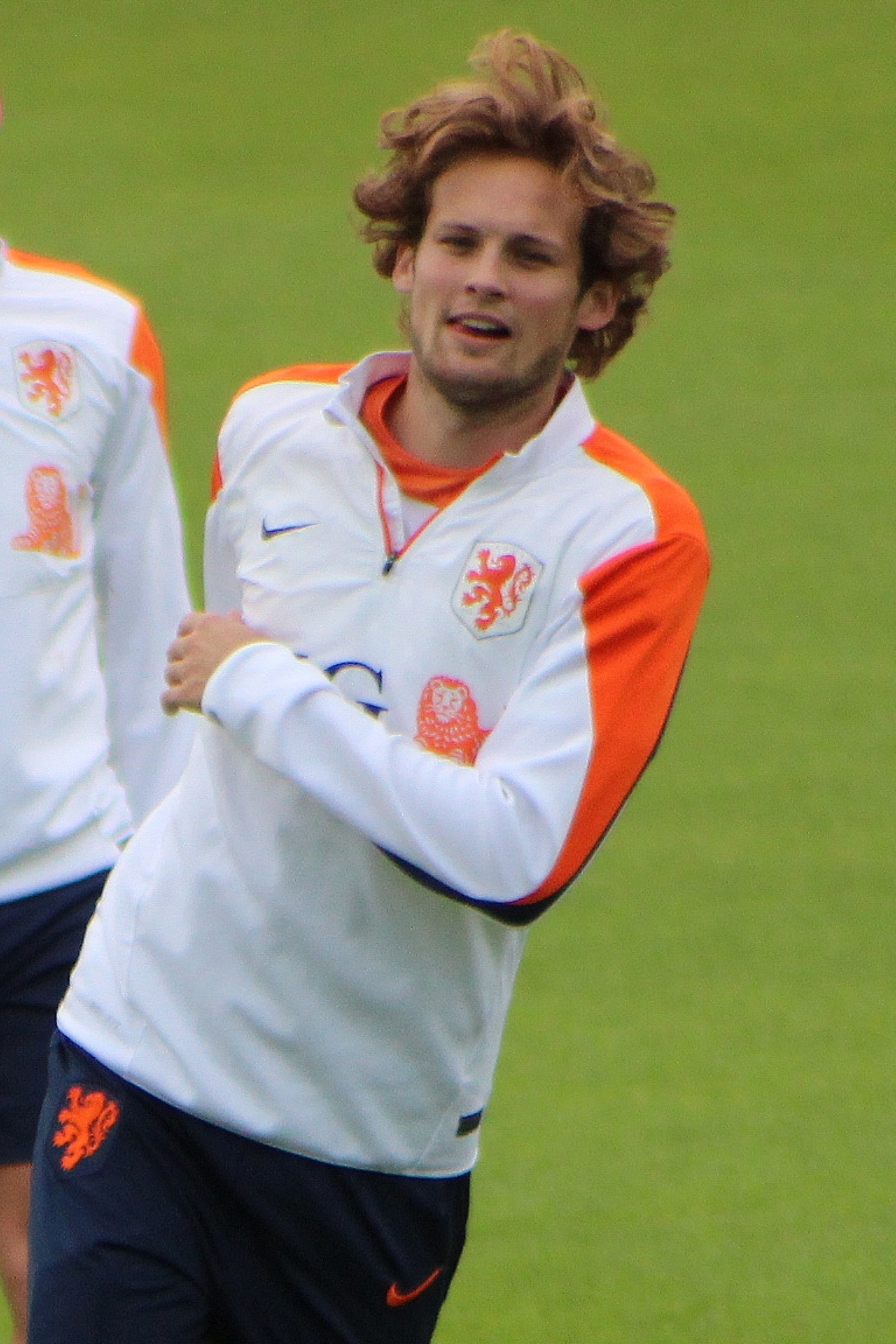
Daley Blind (verdediger)
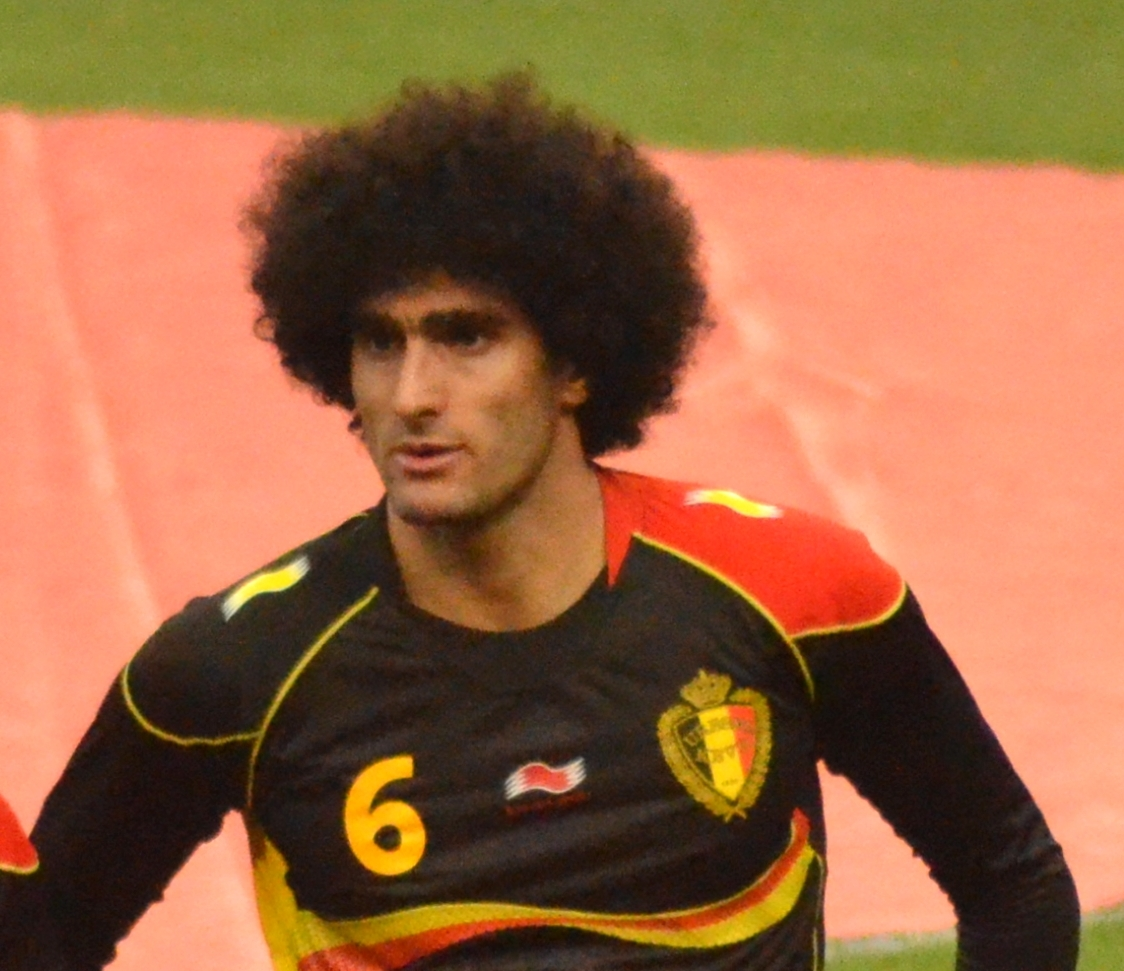
Marouane Fellaini (middenvelder)
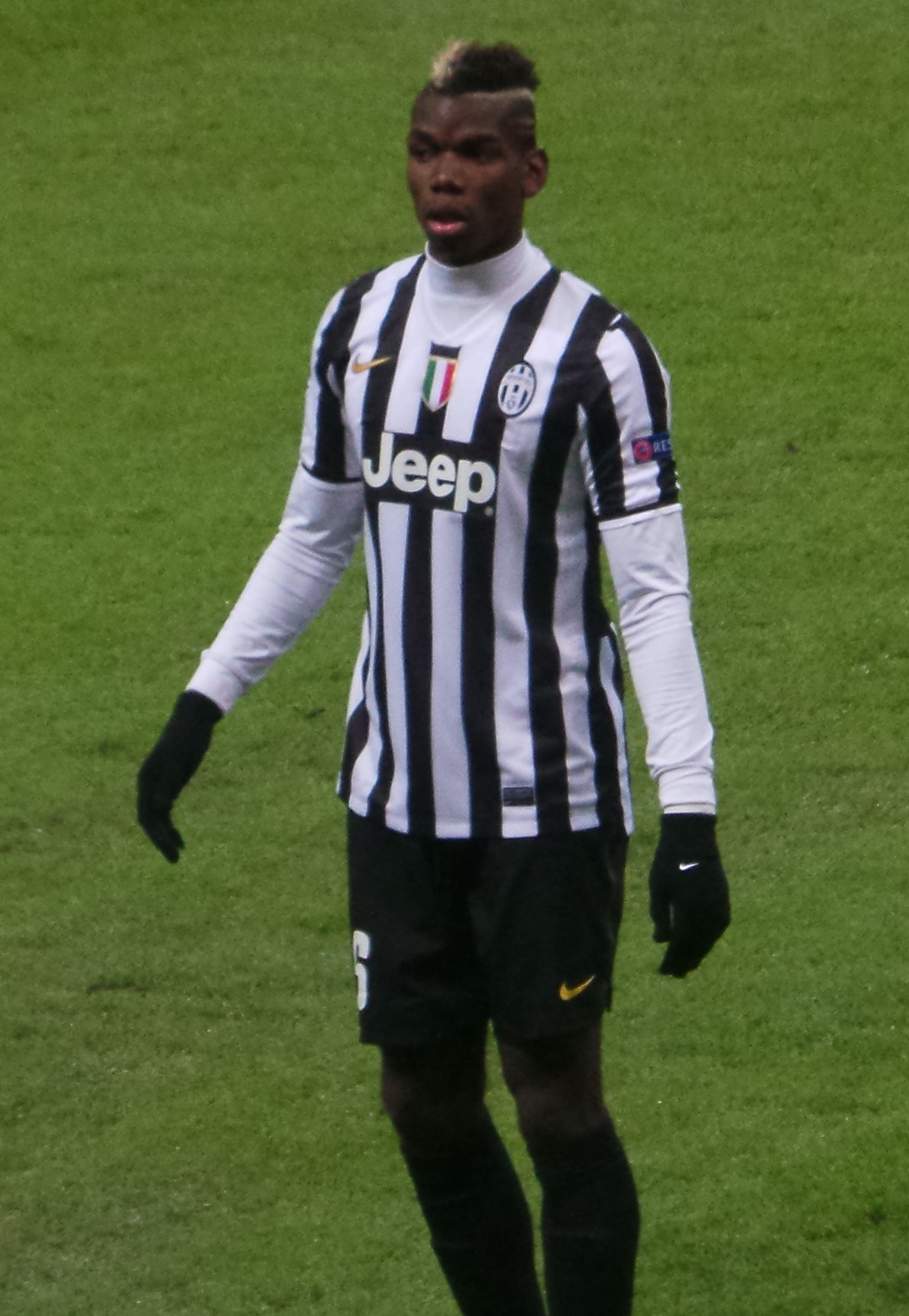
Paul Pogba (middenvelder)
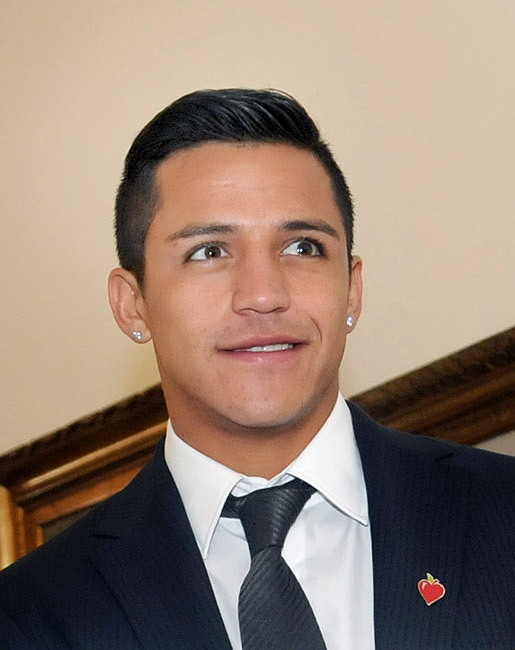
Alexis Sánchez (middenvelder)
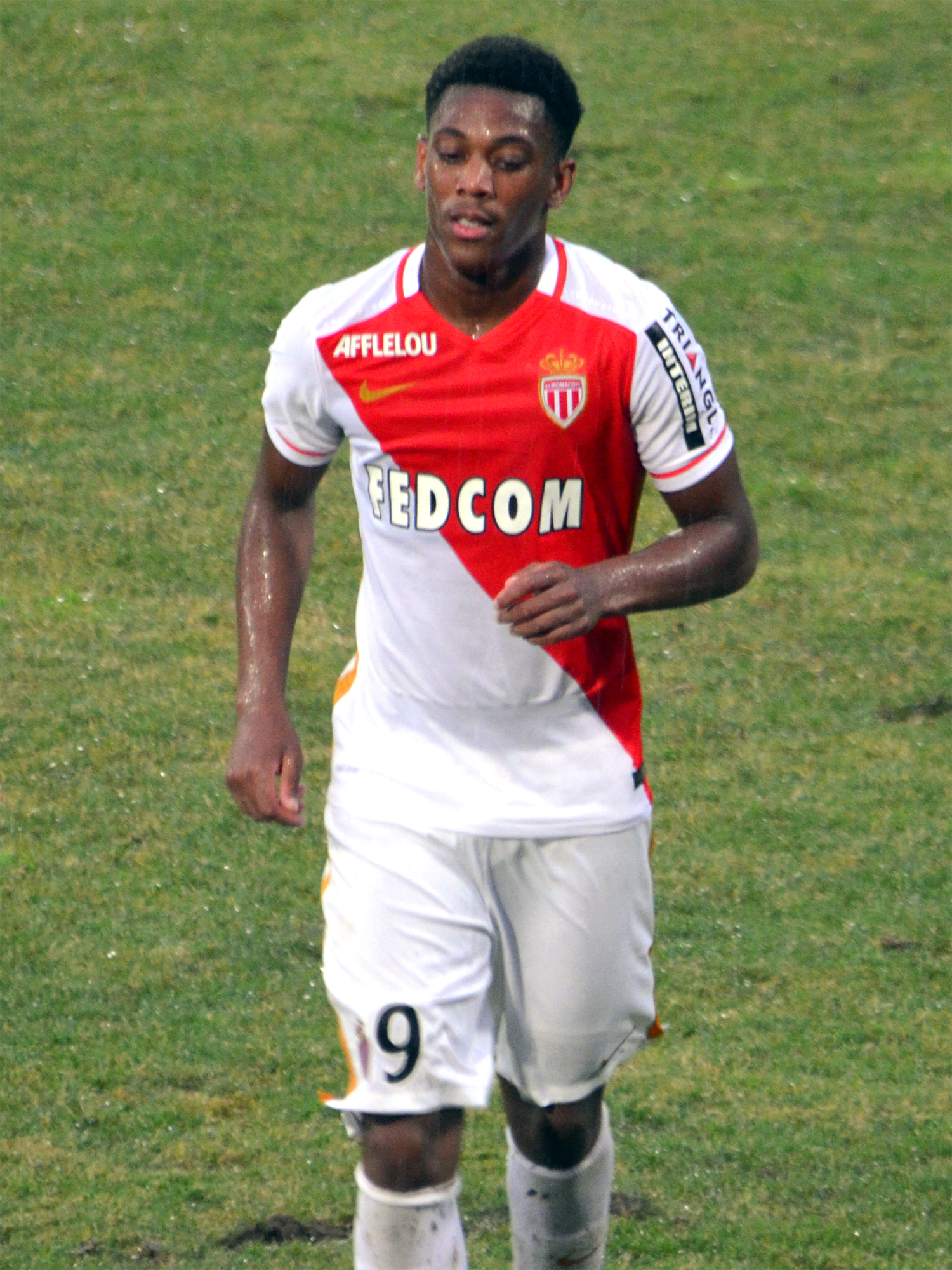
Anthony Martial (aanvaller)
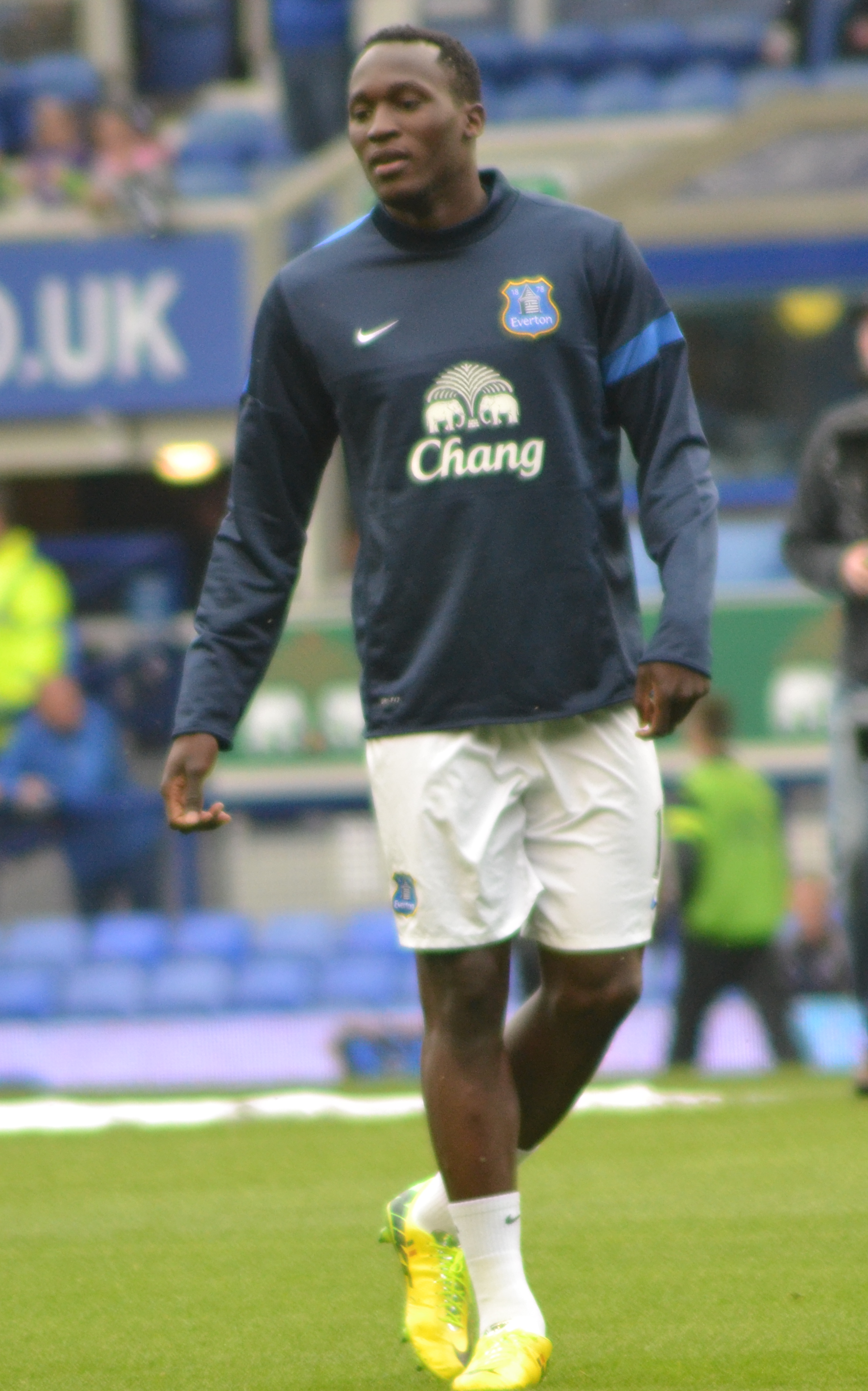
Romelu Lukaku (aanvaller)